# 1784 Benguella
1784 Benguella је астероид главног астероидног појаса. Приближан пречник астероида је 16,68 km,
а средња удаљеност астероида од Сунца износи 2,404 астрономских јединица (АЈ).
Инклинација (нагиб) орбите у односу на раван еклиптике је 1,472 степени, а орбитални период износи 1361,938 дана (3,728 године). Ексцентрицитет орбите астероида износи 0,132.
Апсолутна магнитуда астероида износи 12,30 а геометријски албедо 0,076.
Астероид је откривен . 1931. године.